# Nälkämoeras
Het Nälkämoeras (Nälkävuoma) is een moeras binnen de Zweedse gemeente Kiruna. Het moeras krijgt water van de omliggende gebieden en van de Nälkärivier. In het noorden stroomt deze rivier eerst door het moeras, verlaat het dan, maar keert dan naar het zuiden en stroomt dan aan de westzijde het moeras weer in. Het Nälkärivier maakt deel uit van het moeras. Het water van moeras en meer wordt via dezelfde rivier afgevoerd naar de Torne.
Afwatering: (Nälkämoeras)>>(Nälkämeer)>>Nälkärivier>>Torne>>Botnische Golf